# Alvorada (Lourinhã)
Pour les articles homonymes, voir Alvorada (homonymie).
L'Alvorada est le journal de Lourinhã.
Il présente de nombreuses informations sur la ville et sur l'étranger.
Le journal est aussi en vente par abonnement, l'abonnement peut se faire aussi vers l'étranger (ex: Canada, France, ...).